# Times of Conflict
Times of Conflict est un jeu vidéo de stratégie en temps réel développé par Eugen Systems et édité par Microïds.
Il est sorti en novembre 2000 sur PC.

## Accueil
| Times of Conflict |      |       |
| Média             | Pays | Notes |
| Gamekult          | FR   | 2/10  |
| Jeuxvideo.com     | FR   | 16/20 |
| Gen4              | FR   | 8/20  |
| Joystick          | FR   | 25 %  |
| PC Gamer UK       | GB   | 30 %  |
| PC Zone           | US   | 12 %  |